# Distrito Escolar Independiente de Monahans-Wickett-Pyote
El Distrito Escolar Independiente de Monahans-Wickett-Pyote (Monahans-Wickett-Pyote Independent School District) es un distrito escolar de Texas. Tiene su sede en Monahans, y también sirve Pyote, Wickett, y Thorntonville. A partir de 2015 el actual superintendente del distrito es Sr. Keith Richardson.

## Escuelas
- Monahans High School (grados 9-12)
- Walker Junior High (grados 7-8)
- Sudderth Elementary (grados 4-6)
- Tatom Elementary (grados 1-3)
- Cullender Kindergarten (grados PK-K)